# 卵叶连翘
卵叶连翘（学名：Forsythia ovata），为木犀科连翘属下的一个植物种。